# Stenus pusillus
Stenus pusillus – gatunek chrząszcza z rodziny kusakowatych i podrodziny myśliczków (Steninae).
Gatunek ten został opisany w 1833 roku przez Jamesa Francisa Stephensa.
Chrząszcz o dość krępym, pozbawionym wyraźnego połysku i białego owłosienia ciele długości od 2 do 2,5 mm. Głowę cechuje czoło silnie wypukłe między bocznymi wgłębieniami, czasem z delikatną listewką. Przedplecze jest u niego nie dłuższe niż szersze, z tyłu wyposażone w dwa skośne wgłębienia. Początkowe tergity odwłoka pozbawione są krótkich, podłużnych listewek pośrodku części nasadowych. Obrys odwłoka jest ku tyłowi klinowato zwężony. Samce mają zatokowato wcięty tylny brzeg szóstego sternitu odwłoka, zaś u samic wcięcia brak. Odnóża mają barwę czarną, czasem z brunatnymi udami. Krótkie tylne stopy są niewiele dłuższe niż połowa goleni.
Owad palearktyczny, rozprzestrzeniony w prawie całej Europie, Maroku, Algierii, Tunezji, Gruzji, Turcji i Syberii. Nie notowany na Bałkanach i północy Fennoskandii. W Polsce rzadki. Zasiedla wilgotne łąki, obszary bagniste, torfowiska i pobrzeża wód.